# Gerhard Andersson
Gerhard Andersson, född 18 mars 1977, är en svensk fotbollsmålvakt som spelat i Superettan och Allsvenskan.

## Klubbar
- Harmångers IF (moderklubb)
- Alnö IF
- Sund IF
- Hudiksvalls ABK
- Motala AIF
- Slätta SK
- Gefle IF (2005)
- IK Brage

Islingby feb mars 2005
- Hälsingårdens AIK